# Germán Lauro
Pour les articles homonymes, voir Lauro (homonymie).
Germán Luján Lauro (né le 2 avril 1984 à Trenque Lauquen) est un athlète argentin, spécialiste du lancer de poids et du lancer du disque.

## Carrière
Il a remporté les Championnats sud-américains des moins de 23 ans en 2006 dans les deux spécialités. Il devient champion d'Amérique du Sud en 2011 au poids avec 19,61 m et termine deuxième du disque avec 59,98 m.
Il bat le 9 mars 2012 à Istanbul pour les championnats du monde d'athlétisme en salle 2012 le record d'Amérique du Sud du lancer du poids en salle avec 20,40 m.
Le 3 août 2012, il bat son record personnel pour se qualifier pour la finale des Jeux olympiques de Londres où il dépasse à nouveau cette mesure en 20,84 m.
Lors des Championnats d'Amérique du Sud d'athlétisme 2013 à Carthagène des Indes, il remporte encore deux médailles d'or, au lancer de poids et au disque.
Le 16 août 2013, lors des championnats du monde à Moscou, il lance en 20,40 m, pour terminer 7e de la finale.
Le 19 mars 2016, Lauro termine 6e des championnats du monde en salle de Portland avec une marque de 20,24 m.

## Palmarès
| Date | Compétition                    | Lieu                 | Résultat | Épreuve | Marque  |
| ---- | ------------------------------ | -------------------- | -------- | ------- | ------- |
| 2008 | Championnats Ibéro-américains  | Iquique              | 3e       | Poids   | 19,02 m |
| 2009 | Championnats d'Amérique du Sud | Lima                 | 1er      | Poids   | 19,20 m |
| 2009 | Championnats d'Amérique du Sud | Lima                 | 1er      | Disque  | 60,41 m |
| 2010 | Championnats Ibéro-américains  | San Fernando         | 2e       | Poids   | 20,43 m |
| 2011 | Championnats d'Amérique du Sud | Buenos Aires         | 1er      | Poids   | 19,61 m |
| 2011 | Championnats d'Amérique du Sud | Buenos Aires         | 2e       | Disque  | 59,98 m |
| 2011 | Jeux panaméricains             | Guadalajara          | 3e       | Poids   | 20,41 m |
| 2012 | Championnats du monde en salle | Istanbul             | 6e       | Poids   | 20,38 m |
| 2012 | Championnats ibéro-américains  | Barquisimeto         | 1er      | Poids   | 20,13 m |
| 2012 | Championnats ibéro-américains  | Barquisimeto         | 1er      | Disque  | 63,55 m |
| 2012 | Jeux olympiques                | Londres              | 6e       | Poids   | 20,84 m |
| 2013 | Championnats d'Amérique du Sud | Carthagène des Indes | 1er      | Poids   | 20,87 m |
| 2013 | Championnats d'Amérique du Sud | Carthagène des Indes | 1er      | Disque  | 60,45 m |
| 2013 | Championnats du monde          | Moscou               | 7e       | Poids   | 20,40 m |
| 2013 | Ligue de diamant               | Ligue de diamant     | 7e       | Poids   | détails |
| 2014 | Championnats du monde en salle | Istanbul             | 6e       | Poids   | 20,50 m |
| 2014 | Jeux sud-américains            | Santiago             | 1er      | Poids   | 20,70 m |
| 2014 | Jeux sud-américains            | Santiago             | 3e       | Disque  | 58,36 m |
| 2014 | Championnats ibéro-américains  | São Paulo            | 1re      | Poids   | 20,14 m |
| 2014 | Championnats ibéro-américains  | São Paulo            | 1re      | Disque  | 61,62 m |
| 2015 | Jeux panaméricains             | Toronto              | 3e       | Poids   | 20,23 m |
| 2015 | Championnats du monde          | Pékin                | 9e       | Poids   | 19,70 m |
| 2016 | Championnats du monde en salle | Portland             | 6e       | Poids   | 20,24 m |
| 2017 | Championnats d'Amérique du Sud | Luque                | 3e       | Poids   | 19,91 m |
| 2017 | Championnats d'Amérique du Sud | Luque                | 2e       | Disque  | 61,70 m |
| 2019 | Championnats d'Amérique du Sud | Lima                 | 3e       | Poids   | 18,97 m |

## Records
| Épreuve         | Épreuve      | Performance | Lieu   | Date            |
| --------------- | ------------ | ----------- | ------ | --------------- |
| Lancer du poids | En plein air | 21,26 m     | Doha   | 10 mai 2013     |
| Lancer du poids | En salle     | 21,04 m     | Prague | 25 février 2014 |